# (2143) Jimarnold
(2143) Jimarnold, designació provisional 1973 SA, és un asteroide de fons de les regions interiors del cinturó d'asteroides, aproximadament 5 quilòmetres de diàmetre. Va ser descobert el 26 de setembre de 1973, per l'astrònom Eleanor Helin a l'Observatori Palomar de Califòrnia, Estats Units. L'asteroide va rebre el seu nom del cosmoquímic estatunidenc, James R. Arnold.

## Òrbita i classificació
Jimarnold és un asteroide no familiar de la població de fons del cinturó principal. Gira al voltant del Sol en el cinturó d'asteroides intern a una distància d'1.7–2.8 ua una vegada cada 3 anys i 5 mesos (1.258 dies; semieix major de 2,28 ua). La seva òrbita té una excentricitat de 0,23 i una inclinació de 8° respecte de l'eclíptica.
L'arc d'observació del cos comença amb un predescobriment pres a Palomar l'abril de 1954, gairebé dues dècades abans de la seva observació oficial de descobriment.

## Característiques físiques

### Diàmetre i albedo
Segons les investigacions de la missió NEOWISE del Wide-field Infrared Survey Explorer de la NASA, Jimarnold fa 4.934 quilòmetres de diàmetre i la seva superfície té una albedo de 0,138.

### Període de rotació
A partir de 2017, no s'ha obtingut cap corba de llum rotacional de Jimarnold a partir d'observacions fotomètriques. El període de rotació del cos, els pols i la forma romanen desconeguts.

## Nomenament
Aquest planeta menor va ser anomenat després que James R. Arnold (1923–2012), professor de química i director del California Space Science Institute a la Universitat de Califòrnia, San Diego. La recerca cosmoquímica va incloure l'estudi de la radiació còsmica, l'origen dels meteorits, per a això va desenvolupar un model informàtic, el sòl lunar i el mapatge de la composició de la Lluna.
La descripció del nomenament oficial va ser proposada pel descobridor i Eugene Shoemaker, publicada pel Minor Planet Center abans de novembre de 1977 (M.P.C. 4788).